# Plutarch von Athen
Plutarch von Athen (altgriechisch Πλούταρχος Plútarchos; * um 350; † um 432) war ein spätantiker Philosoph der neuplatonischen Richtung. Er war der Gründer und erste Leiter (Scholarch) der neuplatonischen Philosophenschule in Athen, die oft als „Akademie“ bezeichnet wird, da sie die Tradition der Platonischen Akademie erneuerte.

## Leben
Über das Leben Plutarchs ist wenig bekannt. Er stammte aus einer angesehenen Familie von Athen. Nach dem Verständnis der Quellenaussagen, das in der Forschung vorherrscht, trugen sein Vater und sein Großvater väterlicherseits den Namen Nestorios; der Großvater betätigte sich als Theurg, das heißt, er befasste sich mit religiösen Praktiken, die es ermöglichen sollten, mit göttlichen Wesen in Verbindung zu treten. Der Ursprung der theurgischen Praktiken wurde auf die Chaldäer zurückgeführt. Auf diesem Gebiet verfügte Nestorios über umfassende Kenntnisse, die er seinem Enkel weitergab. Plutarch brachte seiner Tochter Asklepigenia die theurgischen Lehren bei; von Asklepigenia erlernte später der berühmte Neuplatoniker Proklos die Theurgie.
Eine abweichende Deutung der Quellen vertritt Polymnia Athanassiadi. Sie meint, Plutarch habe selbst den Namen seines Vaters Nestorios als Zweitnamen getragen und die Angaben über seinen vermeintlichen Großvater seien auf seinen Vater zu beziehen.
Wo und bei wem Plutarch seine philosophische Ausbildung erhielt, geht aus den Quellen nicht hervor. In der Forschung sind verschiedene Hypothesen erwogen worden, von denen sich jedoch keine durchgesetzt hat.
Nach einer Anekdote, die der Neuplatoniker Damaskios mitteilt, konsultierte Plutarch, als er erkrankt war, im Tempelschlaf Asklepios, den Gott der Heilkunst. Asklepios riet dem Philosophen, viel Schweinefleisch zu essen. Plutarch habe sich aber nicht dazu durchringen können, das empfohlene Heilmittel zu nutzen, obwohl ihm keine traditionelle Ernährungsregel solche Nahrung verbot. Daher habe er sich, nachdem er aus dem Schlaf erwacht war, an die Statue des Gottes gewandt und um einen alternativen Vorschlag gebeten, wobei er argumentierte, es müsse doch auch für kranke Juden eine Lösung geben. Asklepios sei sogleich darauf eingegangen; die Statue habe gesprochen und ein anderes Heilmittel genannt. Diese Erzählung zeigt den lockeren, unbefangenen Umgang des Theurgen mit der Gottheit. 
Plutarch gründete in Athen eine neuplatonische Philosophenschule, mit der er an die Tradition der Platonischen Akademie anknüpfte. Die Bezeichnung „Akademie“ für diese Schule ist jedoch nicht korrekt; der Unterricht fand nicht auf dem Gelände der ursprünglichen Akademie Platons statt, sondern in einem Privathaus Plutarchs, das nach seinem Tod Sitz der Schule und Wohnstätte ihres Leiters blieb. Dieses Haus identifizieren manche Archäologen mit dem „Gebäude Chi“ am Südhang der Akropolis, das 1955 teilweise ausgegraben wurde und „Haus des Proklos“ genannt wird. Vermutlich kam ein Teil von Plutarchs beträchtlichem Vermögen der Schule zugute.
Die Identifizierung des Neuplatonikers Plutarch mit einem gleichnamigen inschriftlich bezeugten Wohltäter Athens, der dreimal außerordentlich großzügig zur Finanzierung der Panathenäen beitrug, ist umstritten. Ferner ist vermutet worden, dass zwei nur fragmentarisch inschriftlich erhaltene Epigramme, in denen ein Platoniker gepriesen wird, auf Plutarch zu beziehen sind, doch hat diese Hypothese wenig Anklang gefunden.
Plutarch starb um 432 in hohem Alter. Sein Nachfolger als Leiter der Schule wurde sein Schüler Syrianos.

## Werke
Plutarchs Werke sind bis auf Fragmente verloren. Es handelt sich um Kommentare zu Platons Dialog Parmenides und zur Schrift De anima („Über die Seele“) des Aristoteles, wahrscheinlich auch zu Platons Gorgias, vielleicht auch zum Phaidon. Im Kommentar zu De anima kritisiert er einen früheren Kommentator, den Peripatetiker Alexander von Aphrodisias, dem er vorwirft, die authentische Lehre des Aristoteles verfälscht zu haben.  

## Lehre
Plutarch befasst sich in erster Linie mit der Deutung der Lehren Platons und des Aristoteles. Gemäß dem im spätantiken Neuplatonismus vorherrschenden Verständnis der Philosophiegeschichte geht er von einem grundsätzlichen Einklang der platonischen und der aristotelischen Philosophie aus und interpretiert Aristoteles in diesem Sinne. Unklar ist seine Einstellung zu den verschiedenen Richtungen im Neuplatonismus; manche Forscher – vor allem Rudolf Beutler und Étienne Évrard – meinen, dass Plutarchs Verhältnis zur von Iamblichos von Chalkis geprägten Strömung des Neuplatonismus distanziert war, andere glauben, dass er an das Gedankengut des Iamblichos anknüpfte. Évrard vermutet einen Einfluss des Porphyrios.
Bei der Auslegung von Platons Parmenides nimmt Plutarch in der strittigen Frage der Anzahl der dort vorgetragenen Hypothesen an, dass es neun Beweisgänge sind (die heutige Forschung geht von acht aus). In den ersten fünf Hypothesen sieht er wahre Aussagen (richtige Folgerungen aus zutreffenden Annahmen), in den Hypothesen 6–9 absurde Konsequenzen aus unzutreffenden Behauptungen. Er meint, die Untersuchung der Hypothesen 6–9 diene der Überprüfung der ihnen entgegengesetzten Hypothesen 2–5 und bestätige deren Richtigkeit. Der ontologischen Stufenordnung entspreche eine abgestufte Ordnung der Erkenntnis.
In der umstrittenen Frage nach der Beschaffenheit und Aktivität des menschlichen Nous (Intellekts) vertritt Plutarch die Meinung, es handle sich um einen einfachen (nicht doppelten) und nicht ununterbrochen tätigen Intellekt. Der phantasía (Vorstellungskraft) weist Plutarch eine Mittelstellung zwischen dem Nous und der aísthēsis (Sinneswahrnehmung) zu. Die phantasia wird nach Plutarchs Lehre durch eine konkrete Sinneswahrnehmung aktiviert, aber die Vorstellungen werden nicht nur – wie nach der Definition des Aristoteles – von der Aktivität der Sinnesorgane bewirkt; vielmehr ist an ihrer Erzeugung der auf die phantasia einwirkende Verstand beteiligt. Die Vorstellungskraft ist auch im Traum aktiv; sie gehört zu den ursächlichen Seelenfähigkeiten, die Veränderungen herbeiführen. Höheren (lernfähigen) Tieren schreibt Plutarch diese Fähigkeit zu, nicht aber niederen Arten wie Würmern und Raupen. Eine Bewegung verursachen kann die phantasia jedoch nicht von sich aus, sondern nur mit Beteiligung kognitiver Fähigkeiten.

## Rezeption
Zu Plutarchs Schülern gehörten sein Nachfolger Syrianos, seine Tochter Asklepigeneia und der Neuplatoniker Hierokles von Alexandria. Sein berühmtester Schüler war Proklos, den er sehr schätzte. Proklos traf aber erst um 431 als etwa Neunzehnjähriger in Athen ein und konnte daher nur kurze Zeit bei dem bereits betagten Plutarch, der rund zwei Jahre später starb, studieren.
Plutarchs Werke fanden bei den spätantiken Neuplatonikern viel Beachtung. Sein Kommentar zu Aristoteles’ De anima wurde von Simplikios, Johannes Philoponos, Priskianos Lydos und Ammonios Hermeiou verwendet; Ammonios wandte sich gegen seine dort dargelegte Nouslehre.
In der Renaissance griff der Humanist Marsilio Ficino auf die neuplatonische Tradition der Spätantike zurück und rühmte Plutarch als hervorragenden Platoniker und Parmenides-Kommentator. Dabei unterlief ihm aber ein schwerwiegender Irrtum: Er erkannte nicht, dass der Neuplatoniker Plutarch von Athen eine andere Person ist als der weit berühmtere Mittelplatoniker Plutarch von Chaironeia. Daher schrieb er die Parmenides-Kommentierung Plutarch von Chaironeia zu, dem er infolgedessen zu Unrecht eine Schlüsselrolle in der Geschichte der Deutung dieses Dialogs zuwies.